# Zentrum für Orgelforschung (Wien)

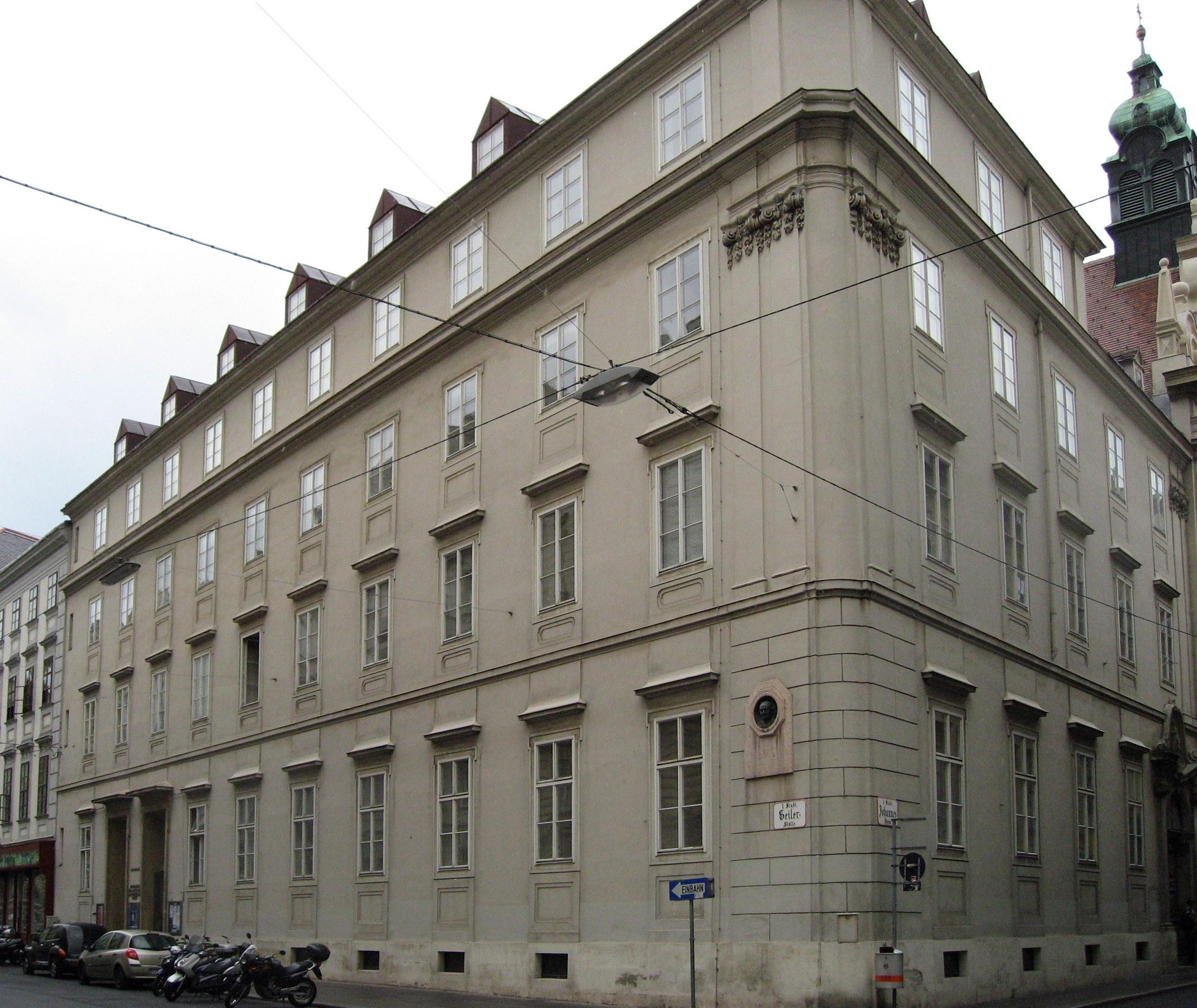
Das Wiener Institut für Orgel, Orgelforschung und Kirchenmusik im ehemaligen Ursulinenkloster

Das Zentrum für Orgelforschung in Wien publiziert organologische Fachliteratur, insbesondere zu Themen des österreichischen Orgelbaus in Geschichte und Gegenwart. Es organisiert internationale Fachtagungen, Symposien und Orgelexkursionen. Ein weiterer Aufgabenschwerpunkt ist die Erstellung einer modernen Orgeldatenbank, in welcher sämtliche österreichischen Orgeln erfasst sind. Am Zentrum werden zudem organologische Bestände und Nachlässe gesichert und aufgearbeitet sowie Magisterarbeiten auf dem Gebiet des Orgelbaues betreut und beurteilt.
Das Zentrum für Orgelforschung ging aus dem ehemaligen Institut für organologische Forschung und Dokumentation hervor. Seit 2003 ist es dem Institut für Orgel, Orgelforschung und Kirchenmusik angegliedert, einem der 24 Institute der Universität für Musik und darstellende Kunst Wien. Dieses befindet sich seit 1968 im umgebauten Gebäude des ehemaligen Ursulinenklosters an der Adresse Seilerstätte 26.
Leiter der Einrichtung ist seit 2003 der Linzer Domorganist Wolfgang Kreuzhuber (* 1957).